# پارشورام
پارشورام (به لاتین: Parshuram) یک منطقهٔ مسکونی در بنگلادش است، که در ناحیه فنی واقع شده‌ است. پارشورام ۱۹۶٫۶۱ کیلومتر مربع مساحت و ۱۷۶٬۷۳۱ نفر جمعیت دارد.